# فهرست انواع نامه‌ها و مدارک
نامه نوعی پیام نوشتاری است که برای ارتباط بین دو فرد یا بیشتر به کار می‌رود. نامه رسانی یا پست، سیستمی است برای انتقال نامه‌ها از مبدأ به مقصد. نامه الکترونیکی نامه‌ای است که با استفاده از اینترنت و شبکه‌های کامپیوتری، ارسال می‌شود.
در زبان فارسی، نامه به معنای نوشته و مکتوب و نیز هرگونه انتشارات به کار می‌رود. معمولاً این واژه به صورت ترکیب و پسوند به سایر واژه‌ها افزوده می‌شود مانند سفرنامه.

## اسناد و مدارک شخصی و آموزشی
- شناسنامه
- گذرنامه
- دانشنامه تحصیلی - مانند دیپلم
- سفارش‌نامه تحصیلی - توصیه نامه
- کارنامه
- گواهی‌نامه رانندگی
- گواهی‌نامه تحصیلی
- پرسش‌نامه - فهرست پرسش‌ها یا سئوال‌ها
- پاسخ‌نامه - نوشته‌ای حاوی پاسخهای یک امتحان یا پژوهش
- نسب‌نامه - شجره نامه
- ولادت‌نامه - گواهی تولد
- نکاح‌نامه
- قباله‌نامه
- عقدنامه
- طلاق‌نامه
- وصیت‌نامه

## اسناد حقوقی، اداری، بازرگانی و سیاسی
- آئین‌نامه
- آئین‌نامه اجرایی نک: شیوه‌نامه.
- ابلاغ‌نامه - ابلاغیه نامه.
- اجاره‌نامه
- اجازه‌نامه
- احضارنامه
- اختراع‌نامه - گواهی ثبت اختراع و ابتکار (پتنت)
- ادعانامه
- اساسنامه نک: بنیادنامه.
- استوارنامه
- استشهادنامه
- استعلام‌نامه
- استیضاح‌نامه
- استیناف‌نامه
- اعتبارنامه
- اعتراف‌نامه
- اعتراض‌نامه
- اظهارنامه
- اظهارنامه مالیاتی
- اعتبارنامه
- اقامت‌نامه
- امانت‌نامه
- امان‌نامه
- امرنامه - امریه، دستور فرماندهی.
- امضانامه
- انبارنامه
- بارنامه
- بازداشت‌نامه
- بخشنامه
- بدهی‌نامه
- برائت‌نامه
- بنیادنامه
- بیع‌نامه نیز مبایعه نامه و نیز نک خریدنامه.
- بیمه‌نامه
- پاداش نامه
- پذیره‌نامه
- پیگردنامه
- پیمان‌نامه - عهدنامه
- تبرئه نامه
- تحریم نامه
- ترخیص نامه
- تسویه نامه
- تشویق‌نامه
- تصویب‌نامه - مصوبه نامه
- تعهدنامه
- تفاهم‌نامه - مفاهمه نامه
- توافق‌نامه - موافقت نامه
- توبه‌نامه
- توقیفنامه نک: بازداشت‌نامه.
- ثبت‌نامه - گواهی ثبت سند.
- جلسه نامه - صورت جلسه
- خریدنامه
- دادخواست نامه
- دادنامه
- داوری نامه - قضاوتنامه
- درخواستنامه
- دعوانامه
- دعوت‌نامه - نامه دعوت به هرگونه مراسم یا همکاری
- دعوت‌نامه رسمی - نامه رسمی برای دعوت به همکاری یا حضور در یک برنامه
- دفاعنامه
- دفترنامه
- رهن‌نامه
- روانامه
- سررسید نامه
- سفارش‌نامه
- سندنامه
- سوگندنامه
- سهمیه‌نامه
- شرکت‌نامه
- شکایتنامه
- شهادت‌نامه
- شیوه‌نامه
- صلح‌نامه - نیز مصالحه نامه.
- ضمانت‌نامه
- عهدنامه نک: پیمان‌نامه.
- غرامت نامه
- فتوانامه - نامه رسمی حامل فتوای یک مرجع دینی یا رسمی.
- فسخ نامه
- قانون نامه - فهرستی از قوانین.
- قراردادنامه
- قرارنامه
- قصاص نامه
- قولنامه
- قیم نامه
- کرایه نامه
- گرونامه
- گواهی‌نامه
- مبایعه‌نامه نک: بیع‌نامه.
- محضرنامه - گواهی محضری یا شهادت محضری
- محموله نامه
- مرام‌نامه
- مزایده نامه
- مصادره نامه
- مصالحه نامه نک: صلح‌نامه.
- معافیت نامه
- معاهده نامه نک: پیمان‌نامه.
- مقاوله‌نامه
- مناقصه نامه
- موافقت‌نامه
- مهلت‌نامه - اولتیماتوم
- میثاق‌نامه
- نیابت نامه
- ورثه‌نامه - فهرست رسمی ورثه یک فرد مرده.
- وراثت نامه
- وصول نامه
- وصیت‌نامه
- وقف نامه
- وکالت نامه
- هبه‌نامه
- هدفنامه - فهرستی از اهداف یک برنامه یا سازمان.
- هزینه نامه

## نشریات ادواری
- روزنامه
- هفته‌نامه
- دوهفته‌نامه
- ماه‌نامه
- دوماه‌نامه
- فصل‌نامه
- سال‌نامه
- دوسال‌نامه
- دهه‌نامه
- سده‌نامه
- هزاره‌نامه
- گاه‌نامه

## کتابها و سایر انتشارات
- درسنامه - تکست بوک
- دستنامه یا هندبوک
- دستورنامه
- واژه‌نامه یا لغتنامه یا فرهنگ لغات
- دانش‌نامه یا دائرةالمعارف یا فرهنگ‌نامه.
- اصطلاح‌نامه یا تزاروس.
- آمارنامه - کتاب یا نشریه‌ای حاوی آمارهای رسمی.
- کتابنامه یا فهرست منابع
- چکیده‌نامه - کتاب یا نشریه‌ای شامل چکیده ای از دیگر کتاب‌ها یا مقالات.
- نمایه‌نامه - کتابی شامل نمایه کتاب‌ها یا مجلات
- هرزنامه
- شبنامه - پیام سیاسی یا اعتراضی غیرقانونی به صورت نوشتاری
- چگونه‌نامه یا کتاب راهنما
- اسب‌نامه - کتاب‌هایی در مورد اسب‌ها
- جاینامه - فهرست مکان‌های جغرافیایی
- خبرنامه - نشریه خبری
- دفترنامه ادبی
- زندگی‌نامه یا شرح زندگی
- مرگ‌نامه - نوشتار ادبی در رابطه با مرگ (؟)
- فیلم‌نامه
- نمایش‌نامه
- شعرنامه - نظم نامه
- نثرنامه - کتاب با نثر ادبی
- نت‌نامه - دفتر نت موسیقی (؟)
- رنج‌نامه - و نیز دردنامه
- همایش‌نامه - خلاصه یا متن مقالات یک همایش علمی.
- حدیث‌نامه - فهرست احادیث
- پایان‌نامه - رساله تحصیلی
- آموزش‌نامه - کتاب آموزشی
- تکثیرنامه - پلی کپی
- خلعت‌نامه
- فتح‌نامه - ظفرنامه

## سایر موارد
- عبورنامه - رمز عبور